# Linea Sanyō principale
La  Linea principale delle Ferrovie Elettriche Sanyō (山陽電気鉄道本線?, Sanyō denki tetsudō-honsen) delle è una ferrovia a scartamento normale interamente a doppio binario che collega le città di Kōbe e Himeji, entrambe nella prefettura di Hyōgo in Giappone. La linea corre parallela alle linee JR Kōbe e alla linea principale Sanyō della West Japan Railway Company (JR West), delle quali è diretta concorrente. Il tempo di percorrenza richiesto è superiore, ma la densità delle stazioni lungo il percorso è maggiore.

## Storia
La ferrovia aprì il 15 marzo 1910 come Tranvia elettrica di Hyōgo (兵庫電気軌道?) fra Hyogo e Suma (l'attuale stazione di Sanyō Suma). Si trattava di una linea con scartamento ordinario di 1435 mm elettrificata con linea aerea a 600 V.

### Incidenti
Il 12 febbraio 2013 attorno alle 15:50 un espresso limitato a 6 casse diretto a Umeda colpì la parte posteriore di un camion che sporgeva oltre le sbarre di un passaggio a livello a ovest della stazione di Arai. Le prime due carrozze del treno deragliarono, slittando per circa 170 metri prima di colpire il bordo del marciapiede della stazione e arrestarsi. Nell'impatto furono ferite 15 persone, fra cui il macchinista del treno e l'autista del camion.

## Servizi
Ufficialmente la prima stazione della ferrovia è quella di Nishidai, ma tutti i treni partono prima di essa in direzione Osaka, sfruttando i binari della linea Kōbe Kōsoku fino alla stazione di Sannomiya, o immettendosi sui binari della linea principale Hanshin fino a Umeda, a Osaka.
Allo stesso modo la linea accoglie i treni delle ferrovie Hanshin fino alla stazione di Sumaura-kōen. Sulla linea Sanyō tutti i treni delle ferrovie Hanshin fermano in tutte le stazioni.

### Servizi rapidi
Le abbreviazioni qui contenute sono al solo scopo di facilitare la lettura della tabella.
In servizio per tutto il giorno:
Espresso Limitato Hanshin-Sanyō (Diretto) (直通特急?, Chokutsū Tokkyū) (ELH)
Il treno unisce la stazione di Umeda a Osaka e quella di Sanyo Himeji a Himeji, ed è gestito dalle due compagnie, Hanshin e Sanyō.
Locale (普通?, Futsū) (L)
I treni partono dalla stazione di Hankyū-Sannomiya o Hanshin-Sannomiya, oppure da quella di Sanyo Suma, e arrivano a quella di Sanyō-Himeji fermando a tutte le stazioni della linea Sanyō principale e della linea Kōbe Kōsoku. La notte i treni diretti a est partono dalla stazione di Kōsoku Kōbe e quelli diretti a est terminano a Shinkaichi.
Treni Hanshin (TH)
L'Espresso Limitato Hanshin compie fermate limitate sulla linea Hanshin, e quindi tutte sulla linea Sanyō fino a Sumaura-kōen.
In servizio solo all'ora di punta della mattina e della sera:
Espresso Limitato Sanyo (山陽特急?, Sanyōtokkyū) (EL)
Servizio disponibile principalmente fra Higashi-Futami e Sanyo Himeji, con un treno diretto a ovest proveniente da Kōoku Kōbe per Sanyō Himeji la mattina. Compie le stesse fermate dell'Espresso Limitato Hanshin-Sanyō Diretto (ELD) ma non va oltre Kosoku Kobe.
Espresso Limitato S (S特急?, S Tokkyū) (ELS)
Treno in servizio fra Hanshin Sannomiya e Sanyo Himeji, con più fermate dell'ES e dell'ELH. Opera verso est le mattine da Shikama, Takasago o Higashi-Futami per Sanyō-Suma o Hanshin Sannomiya, e verso ovest la notte da Sannomiya a Sanyō-Himeji.

## Stazioni
| Numero           | Stazione                 | Stazione                 | Giapponese       | Giapponese       | Distanza interstaz. | Distanza totale | ELH | ELS | ELD | EL | Collegamenti | Posizione |
| ---------------- | ------------------------ | ------------------------ | ---------------- | ---------------- | --- | --- | --- | --- | --- | --- | --- | --- |
| Servizio diretto | Servizio diretto         | Servizio diretto         | Servizio diretto | Servizio diretto | via Linea Hanshin Kōbe Kōsoku Sanyo Locali/S Espressi: fino a Hanshin Kobe Sannomiya・Hankyu Kobe sannomiya Espressi Hanshin/diretti:fino a Umeda Hanshin Locali: fino a Hanshin Kobe Sannomiya | via Linea Hanshin Kōbe Kōsoku Sanyo Locali/S Espressi: fino a Hanshin Kobe Sannomiya・Hankyu Kobe sannomiya Espressi Hanshin/diretti:fino a Umeda Hanshin Locali: fino a Hanshin Kobe Sannomiya | via Linea Hanshin Kōbe Kōsoku Sanyo Locali/S Espressi: fino a Hanshin Kobe Sannomiya・Hankyu Kobe sannomiya Espressi Hanshin/diretti:fino a Umeda Hanshin Locali: fino a Hanshin Kobe Sannomiya | via Linea Hanshin Kōbe Kōsoku Sanyo Locali/S Espressi: fino a Hanshin Kobe Sannomiya・Hankyu Kobe sannomiya Espressi Hanshin/diretti:fino a Umeda Hanshin Locali: fino a Hanshin Kobe Sannomiya | via Linea Hanshin Kōbe Kōsoku Sanyo Locali/S Espressi: fino a Hanshin Kobe Sannomiya・Hankyu Kobe sannomiya Espressi Hanshin/diretti:fino a Umeda Hanshin Locali: fino a Hanshin Kobe Sannomiya | via Linea Hanshin Kōbe Kōsoku Sanyo Locali/S Espressi: fino a Hanshin Kobe Sannomiya・Hankyu Kobe sannomiya Espressi Hanshin/diretti:fino a Umeda Hanshin Locali: fino a Hanshin Kobe Sannomiya | via Linea Hanshin Kōbe Kōsoku Sanyo Locali/S Espressi: fino a Hanshin Kobe Sannomiya・Hankyu Kobe sannomiya Espressi Hanshin/diretti:fino a Umeda Hanshin Locali: fino a Hanshin Kobe Sannomiya | via Linea Hanshin Kōbe Kōsoku Sanyo Locali/S Espressi: fino a Hanshin Kobe Sannomiya・Hankyu Kobe sannomiya Espressi Hanshin/diretti:fino a Umeda Hanshin Locali: fino a Hanshin Kobe Sannomiya |
| SY01             | Nishidai                 | Nishidai                 | 西代             | 西代             | - | 0.0 | ● | ● | ▲ | | Linea Hanshin Kōbe Kōsoku (HS39) | Kobe Nagata-ku |
| SY02             | Itayado                  | Itayado                  | 板宿             | 板宿             | 1.0 | 1.0 | ● | ● | ● | | Linea Seishin-Yamate (S10) | Kobe Suma-ku |
| SY03             | Higashi-Suma             | Higashi-Suma             | 東須磨           | 東須磨           | 0.8 | 1.8 | ● | ｜ | ｜ | | | Kobe Suma-ku |
| SY04             | Tsukimiyama              | Tsukimiyama              | 月見山           | 月見山           | 0.8 | 2.6 | ● | ● | ● | | | Kobe Suma-ku |
| SY05             | Sumadera                 | Sumadera                 | 須磨寺           | 須磨寺           | 0.7 | 3.3 | ● | ｜ | ｜ | | | Kobe Suma-ku |
| SY06             | Sanyo Suma               | Sanyo Suma               | 山陽須磨         | 山陽須磨         | 0.4 | 3.7 | ● | ● | ● | | Linea principale Sanyō (Linea JR Kōbe) (Suma) | Kobe Suma-ku |
| SY07             | Sumaura-Kōen             | Sumaura-Kōen             | 須磨浦公園       | 須磨浦公園       | 1.4 | 5.1 | ● | ｜ | ｜ | | Funivia Sumaura | Kobe Suma-ku |
| SY08             | Sanyo Shioya             | Sanyo Shioya             | 山陽塩屋         | 山陽塩屋         | 1.7 | 6.8 | | ｜ | ｜ | | Linea JR Kōbe (Shioya) | Kobe Taumi-ku |
| SY09             | Takinochaya              | Takinochaya              | 滝の茶屋         | 滝の茶屋         | 1.0 | 7.8 | | ● | ▲ | | | Kobe Taumi-ku |
| SY10             | Higashi-Tarumi           | Higashi-Tarumi           | 東垂水           | 東垂水           | 0.8 | 8.6 | | ｜ | ｜ | | | Kobe Taumi-ku |
| SY11             | Sanyo Tarumi             | Sanyo Tarumi             | 山陽垂水         | 山陽垂水         | 1.0 | 9.6 | | ● | ● | | Linea JR Kōbe (Tarumi) | Kobe Taumi-ku |
| SY12             | Kasumigaoka              | Kasumigaoka              | 霞ヶ丘           | 霞ヶ丘           | 1.1 | 10.7 | | ● | ｜ | | | Kobe Taumi-ku |
| SY13             | Maiko-Kōen               | Maiko-Kōen               | 舞子公園         | 舞子公園         | 0.8 | 11.5 | | ｜ | ● | | Linea JR Kōbe (Maiko) | Kobe Taumi-ku |
| SY14             | Nishi-Maiko              | Nishi-Maiko              | 西舞子           | 西舞子           | 0.9 | 12.4 | | ｜ | ｜ | | | Kobe Taumi-ku |
| SY15             | Ōkuradani                | Ōkuradani                | 大蔵谷           | 大蔵谷           | 1.9 | 14.3 | | ｜ | ｜ | | | Akashi |
| SY16             | Hitomarumae              | Hitomarumae              | 人丸前           | 人丸前           | 0.6 | 14.9 | | ｜ | ｜ | | | Akashi |
| SY17             | Sanyo Akashi             | Sanyo Akashi             | 山陽明石         | 山陽明石         | 0.8 | 15.7 | | ● | ● | | Linea JR Kōbe (Akashi) | Akashi |
| SY18             | Nishi-Shimmachi          | Nishi-Shimmachi          | 西新町           | 西新町           | 1.2 | 16.9 | | ｜ | ｜ | | | Akashi |
| SY19             | Hayashisaki-Matsuekaigan | Hayashisaki-Matsuekaigan | 林崎松江海岸     | 林崎松江海岸     | 1.5 | 18.4 | | ｜ | ｜ | | | Akashi |
| SY20             | Fujie                    | Fujie                    | 藤江             | 藤江             | 2.0 | 20.4 | | ● | ｜ | | | Akashi |
| SY21             | Nakayagi                 | Nakayagi                 | 中八木           | 中八木           | 1.4 | 21.8 | | ｜ | ｜ | | | Akashi |
| SY22             | Eigashima                | Eigashima                | 江井ヶ島         | 江井ヶ島         | 1.7 | 23.5 | | ｜ | ｜ | | | Akashi |
| SY23             | Nishi-Eigashima          | Nishi-Eigashima          | 西江井ヶ島       | 西江井ヶ島       | 1.4 | 24.9 | | ｜ | ｜ | | | Akashi |
| SY24             | Sanyo Uozumi             | Sanyo Uozumi             | 山陽魚住         | 山陽魚住         | 0.7 | 25.6 | | ｜ | ｜ | | | Akashi |
| SY25             | Higashi-Futami           | Higashi-Futami           | 東二見           | 東二見           | 1.7 | 27.3 | | ● | ● | ● | | Akashi |
| SY26             | Nishi-Futami             | Nishi-Futami             | 西二見           | 西二見           | 1.3 | 28.6 | | ● | ｜ | ｜ | | Akashi |
| SY27             | Harimachō                | Harimachō                | 播磨町           | 播磨町           | 1.3 | 29.9 | | ● | ｜ | ｜ | | Kako Harima |
| SY28             | Befu                     | Befu                     | 別府             | 別府             | 2.3 | 32.2 | | ● | ｜ | ｜ | | Kakogawa |
| SY29             | Hamanomiya               | Hamanomiya               | 浜の宮           | 浜の宮           | 1.9 | 34.1 | | ● | ｜ | ｜ | | Kakogawa |
| SY30             | Onoenomatsu              | Onoenomatsu              | 尾上の松         | 尾上の松         | 1.4 | 35.5 | | ● | ｜ | ｜ | | Kakogawa |
| SY31             | Takasago                 | Takasago                 | 高砂             | 高砂             | 1.8 | 37.3 | | ● | ● | ● | | Takasago |
| SY32             | Arai                     | Arai                     | 荒井             | 荒井             | 1.2 | 38.5 | | ● | ▲ | ｜ | | Takasago |
| SY33             | Iho                      | Iho                      | 伊保             | 伊保             | 1.2 | 39.7 | | ● | ｜ | ｜ | | Takasago |
| SY34             | Sanyo Sone               | Sanyo Sone               | 山陽曽根         | 山陽曽根         | 1.6 | 41.3 | | ● | ｜ | ｜ | | Takasago |
| SY35             | Ōshio                    | Ōshio                    | 大塩             | 大塩             | 1.5 | 42.8 | | ● | ● | ● | | Himeji |
| SY36             | Matogata                 | Matogata                 | 的形             | 的形             | 1.4 | 44.2 | | ● | ｜ | ｜ | | Himeji |
| SY37             | Yaka                     | Yaka                     | 八家             | 八家             | 2.0 | 46.2 | | ● | ｜ | ｜ | | Himeji |
| SY38             | Shirahamanomiya          | Shirahamanomiya          | 白浜の宮         | 白浜の宮         | 1.4 | 47.6 | | ● | ▲ | ｜ | | Himeji |
| SY39             | Mega                     | Mega                     | 妻鹿             | 妻鹿             | 1.4 | 49.0 | | ● | ｜ | ｜ | | Himeji |
| SY40             | Shikama                  | Shikama                  | 飾磨             | 飾磨             | 1.9 | 50.9 | | ● | ● | ● | Linea Sanyō Aboshi | Himeji |
| SY41             | Kameyama                 | Kameyama                 | 亀山             | 亀山             | 1.4 | 52.3 | | ● | ｜ | ｜ | | Himeji |
| SY42             | Tegara                   | Tegara                   | 手柄             | 手柄             | 1.1 | 53.4 | | ● | ｜ | ｜ | | Himeji |
| SY43             | Sanyo Himeji             | Sanyo Himeji             | 山陽姫路         | 山陽姫路         | 1.3 | 54.7 | | ● | ● | ● | Sanyō Shinkansen Linea principale Sanyō Linea Bantan Linea Kishin Linea JR Kōbe (Himeji) | Himeji |